# مارسيل غيبهارت
مارسيل غيبهارت (بالألمانية: Marcel Gebhardt)‏ (15 سبتمبر 1979 في ألمانيا - ) هو لاعب كرة قدم ألماني (وحمل سابقاً جنسية ألمانيا الشرقية) في مركز الوسط. لعب مع لوكوموتيف لايبزيغ ونادي كولن ونادي أوردينغن 05 وفورماتيا فورمز ‏ وVfB Leipzig ‏.

## وصلات خارجية
- مارسيل غيبهارت على موقع قاعدة بيانات كرة القدم.إي يو (الإنجليزية)
- مارسيل غيبهارت على موقع بيانات كرة القدم. دي إي (الألمانية)
- مارسيل غيبهارت على موقع عالم كرة القدم.نت (الإنجليزية)